# NHL Entry Draft 1997
L'NHL Entry Draft 1997 è stato il 35º draft della National Hockey League. Si è tenuto il 21 giugno 1997 presso la Civic Arena di Pittsburgh.
Questo fu il primo draft a cui presero parte in modo ufficiale i Phoenix Coyotes, dopo l'edizione precedente nella quale si erano presentati ancora con la denominazione di Winnipeg Jets. Questo fu inoltre il primo Draft per un'altra franchigia che scelse di trasferirsi in un'altra città; infatti nella primavera del 1997 gli Hartford Whalers lasciarono il Connecticut per trasferirsi nella Carolina del Nord, assumendo il nuovo nome di Carolina Hurricanes. Rispetto al Draft del 1996 si aggiunsero altre cinque scelte compensatory per le franchigie che nell'ultima stagione avevano perso un giocatore divenuto unrestricted free agent, portando il numero totale di giocatori selezionati da 241 a 246.
I Boston Bruins selezionarono il centro canadese Joe Thornton dai Sault Ste. Marie Greyhounds, i San Jose Sharks invece come seconda scelta puntarono sul centro canadese Patrick Marleau, proveniente dai Seattle Thunderbirds, mentre i Los Angeles Kings scelsero in terza posizione il centro finlandese Olli Jokinen dell'HIFK Helsinki. Fra i 246 giocatori selezionati 136 erano attaccanti, 91 erano difensori mentre 19 erano portieri. Dei giocatori scelti 101 giocarono in NHL.

## Turni
|  | = NHL All-Star |  |  | = NHL All-Star e NHL All-Star Team |  |

Legenda delle posizioni

A = Attaccante   AD = Ala destra   AS = Ala sinistra   C = Centro   D = Difensore   P = Portiere

### Primo giro
| #  | Giocatore                    | Nazionalità | Squadra NHL                                               | Squadra di provenienza      |
| -- | ---------------------------- | ----------- | --------------------------------------------------------- | --------------------------- |
| 1  | Joe Thornton (C)             | Canada      | Boston Bruins                                             | S.S. Marie Greyhounds (OHL) |
| 2  | Patrick Marleau (C)          | Canada      | San Jose Sharks                                           | Seattle Thunderbirds (WHL)  |
| 3  | Olli Jokinen (C)             | Finlandia   | Los Angeles Kings                                         | HIFK (SM-liiga)             |
| 4  | Roberto Luongo (P)           | Canada      | New York Islanders (da Toronto)                           | Val-d'Or Foreurs (QMJHL)    |
| 5  | Eric Brewer (D)              | Canada      | New York Islanders                                        | Prince George Cougars (WHL) |
| 6  | Daniel Tkaczuk (C)           | Canada      | Calgary Flames                                            | Barrie Colts (OHL)          |
| 7  | Paul Mara (D)                | Stati Uniti | Tampa Bay Lightning                                       | Sudbury Wolves (OHL)        |
| 8  | Sergej Samsonov (AS)         | Russia      | Boston Bruins (da Carolina)                               | Detroit Vipers (IHL)        |
| 9  | Nick Boynton (D)             | Canada      | Washington Capitals                                       | Ottawa 67's (OHL)           |
| 10 | Brad Ference (D)             | Canada      | Vancouver Canucks                                         | Spokane Chiefs (WHL)        |
| 11 | Jason Ward (AD)              | Canada      | Montreal Canadiens                                        | Erie Otters (OHL)           |
| 12 | Marián Hossa (C)             | Slovacchia  | Ottawa Senators                                           | Dukla Trenčín (Extraliga)   |
| 13 | Daniel Cleary (AS)           | Canada      | Chicago Blackhawks                                        | Belleville Bulls (OHL)      |
| 14 | Michel Riesen (AD)           | Svizzera    | Edmonton Oilers                                           | Bienne (LNA)                |
| 15 | Matt Zultek (AS)             | Canada      | Los Angeles Kings (da St. Louis via Edmonton e St. Louis) | Ottawa 67's (OHL)           |
| 16 | Ty Jones (AS)                | Canada      | Chicago Blackhawks (da Phoenix)                           | Spokane Chiefs (WHL)        |
| 17 | Róbert Döme (AD)             | Slovacchia  | Washington Capitals                                       | Las Vegas Thunder (IHL)     |
| 18 | Michael Holmqvist (C)        | Svezia      | Mighty Ducks of Anaheim                                   | Djurgården (Elitserien)     |
| 19 | Stefan Cherneski (AD)        | Canada      | New York Rangers                                          | Brandon Wheat Kings (WHL)   |
| 20 | Mike Brown (AS)              | Svezia      | Florida Panthers                                          | Red Deer Rebels (WHL)       |
| 21 | Mika Noronen (P)             | Finlandia   | Buffalo Sabres                                            | Tappara (SM-liiga)          |
| 22 | Nikos Tselios (D)            | Stati Uniti | Carolina Hurricanes (da Detroit)                          | Belleville Bulls (OHL)      |
| 23 | Scott Hannan (D)             | Canada      | San Jose Sharks (da Philadelphia via Carolina)            | Kelowna Rockets (WHL)       |
| 24 | Jean-François Damphousse (P) | Canada      | New Jersey Devils                                         | Moncton Wildcats (QMJHL)    |
| 25 | Brenden Morrow (AS)          | Canada      | Dallas Stars                                              | Portland Winterhawks (WHL)  |
| 26 | Kevin Grimes (D)             | Canada      | Colorado Avalanche                                        | Kingston Frontenacs (OHL)   |

### Secondo giro
| #  | Giocatore                | Nazionalità | Squadra NHL                                 | Squadra di provenienza        |
| -- | ------------------------ | ----------- | ------------------------------------------- | ----------------------------- |
| 27 | Ben Clymer (AD)          | Stati Uniti | Boston Bruins                               | Minnesota Gophers (WCHA)      |
| 28 | Brad DeFauw (AS)         | Stati Uniti | Carolina Hurricanes (da San Jose)           | ND Fighting Hawks (WCHA)      |
| 29 | Scott Barney (C)         | Canada      | Los Angeles Kings                           | Peterborough Petes (OHL)      |
| 30 | Jean-Marc Pelletier (P)  | Stati Uniti | Philadelphia Flyers (da Toronto)            | Cornell Big Red (ECAC)        |
| 31 | Jeff Zehr (AS)           | Canada      | New York Islanders                          | Windsor Spitfires (OHL)       |
| 32 | Evan Lindsay (P)         | Canada      | Calgary Flames                              | Prince Albert Raiders (WHL)   |
| 33 | Kyle Kos (D)             | Canada      | Tampa Bay Lightning                         | Red Deer Rebels (WHL)         |
| 34 | Ryan Bonni (D)           | Canada      | Vancouver Canucks (da Carolina)             | Saskatoon Blades (WHL)        |
| 35 | Jean-François Fortin (D) | Canada      | Washington Capitals                         | Sherbrooke Faucons (QMJHL)    |
| 36 | Harold Druken (C)        | Canada      | Vancouver Canucks                           | Plymouth Whalers (OHL)        |
| 37 | Gregor Baumgartner (AD)  | Austria     | Montreal Canadiens                          | Laval Titan (QMJHL)           |
| 38 | Stanislav Gron (C)       | Slovacchia  | New Jersey Devils (da Ottawa)               | Slovan Bratislava (Extraliga) |
| 39 | Jeremy Reich (C)         | Canada      | Chicago Blackhawks                          | Seattle Thunderbirds (WHL)    |
| 40 | Tyler Rennette (C)       | Canada      | St. Louis Blues                             | North Bay Centennials (OHL)   |
| 41 | Patrick Dovigi (P)       | Canada      | Edmonton Oilers                             | Erie Otters (OHL)             |
| 42 | John Tripp (AD)          | Canada      | Calgary Flames (da St. Louis)               | Oshawa Generals (OHL)         |
| 43 | Juha Gustafsson (D)      | Finlandia   | Phoenix Coyotes                             | Espoo Blues (SM-liiga)        |
| 44 | Brian Gaffaney (D)       | Stati Uniti | Pittsburgh Penguins                         | North Iowa Huskies (USHL)     |
| 45 | Maksim Balmočnych (AS)   | Russia      | Mighty Ducks of Anaheim                     | Lada Togliatti (RSL)          |
| 46 | Wes Jarvis (D)           | Canada      | New York Rangers                            | Kitchener Rangers (OHL)       |
| 47 | Kristian Huselius (AS)   | Svezia      | Florida Panthers                            | Färjestad (Elitserien)        |
| 48 | Henrik Tallinder (D)     | Svezia      | Buffalo Sabres                              | AIK (Elitserien)              |
| 49 | Jurij Bucaev (AS)        | Russia      | New Jersey Devils (da Pittsburgh)           | Lada Togliatti (RSL)          |
| 50 | Pat Kavanagh (AD)        | Canada      | Philadelphia Flyers                         | Peterborough Petes (OHL)      |
| 51 | Dmitrij Kokorev (D)      | Russia      | Calgary Flames (da New Jersey via Carolina) | Dinamo Mosca (RSL)            |
| 52 | Roman Ljašenko (C)       | Russia      | Dallas Stars                                | Torpedo Jaroslavl' (RSL)      |
| 53 | Graham Belak (AS)        | Canada      | Colorado Avalanche                          | Kootenay Ice (WHL)            |

### Terzo giro
| #  | Giocatore              | Nazionalità | Squadra NHL                                                  | Squadra di provenienza              |
| -- | ---------------------- | ----------- | ------------------------------------------------------------ | ----------------------------------- |
| 54 | Mattias Karlin (C)     | Svezia      | Boston Bruins                                                | MODO (Elitserien)                   |
| 55 | Rick Berry (D)         | Canada      | Colorado Avalanche (da San Jose via St. Louis)               | Seattle Thunderbirds (WHL)          |
| 56 | Vratislav Cech (D)     | Rep. Ceca   | Florida Panthers (da Los Angeles)                            | Kitchener Rangers (OHL)             |
| 57 | Jeff Farkas (C)        | Stati Uniti | Toronto Maple Leafs                                          | Boston College Eagles (Hockey East) |
| 58 | Jani Hurme (P)         | Finlandia   | Ottawa Senators (da New Jersey)                              | TPS (SM-liiga)                      |
| 59 | Jarrett Smith (C)      | Canada      | New York Islanders                                           | Prince George Cougars (WHL)         |
| 60 | Derek Schutz (C)       | Canada      | Calgary Flames                                               | Spokane Chiefs (WHL)                |
| 61 | Matt Elich (AD)        | Stati Uniti | Tampa Bay Lightning                                          | Windsor Spitfires (OHL)             |
| 62 | Kris Mallette (D)      | Canada      | Philadelphia Flyers (da Carolina)                            | Kelowna Rockets (WHL)               |
| 63 | Lee Goren (AD)         | Canada      | Boston Bruins (da Washington)                                | ND Fighting Hawks (WCHA)            |
| 64 | Kyle Freadrich (AS)    | Canada      | Vancouver Canucks                                            | Regina Pats (WHL)                   |
| 65 | Ilkka Mikkola (D)      | Finlandia   | Montreal Canadiens                                           | Oulun Kärpät (SM-liiga)             |
| 66 | Josh Langfeld (AD)     | Stati Uniti | Ottawa Senators (da Ottawa via New Jersey)                   | Lincoln Stars (USHL)                |
| 67 | Mike Souza (AS)        | Stati Uniti | Chicago Blackhawks                                           | N. Hampshire Wildcats (Hockey East) |
| 68 | Sjarhej Erkovič (D)    | Bielorussia | Edmonton Oilers                                              | Las Vegas Thunder (IHL)             |
| 69 | Maksim Afinogenov (AD) | Russia      | Buffalo Sabres (da St. Louis)                                | Dinamo Mosca (RSL)                  |
| 70 | Erik Andersson (AD)    | Svezia      | Calgary Flames (da Phoenix)                                  | Denver Pioneers (WCHA)              |
| 71 | Josef Melichar (D)     | Rep. Ceca   | Pittsburgh Penguins                                          | České Budějovice (Extraliga)        |
| 72 | Jay Legault (AD)       | Canada      | Mighty Ducks of Anaheim                                      | London Knights (OHL)                |
| 73 | Burke Henry (D)        | Canada      | New York Rangers                                             | Brandon Wheat Kings (WHL)           |
| 74 | Nick Smith (C)         | Canada      | Florida Panthers                                             | Barrie Colts (OHL)                  |
| 75 | Jeff Martin (C)        | Canada      | Buffalo Sabres                                               | Windsor Spitfires (OHL)             |
| 76 | Petr Sýkora (C)        | Rep. Ceca   | Detroit Red Wings                                            | Pardubice (Extraliga)               |
| 77 | Steve Gainey (AS)      | Canada      | Dallas Stars (da Philadelphia)                               | Kamloops Blazers (WHL)              |
| 78 | Ville Nieminen (AS)    | Finlandia   | Colorado Avalanche (da New Jersey via St. Louis)             | Tappara (SM-liiga)                  |
| 79 | Robert Schnábel (D)    | Rep. Ceca   | New York Islanders (da Dallas)                               | Slavia Praga (Extraliga)            |
| 80 | Francis Lessard (AD)   | Canada      | Carolina Hurricanes (da Colorado via NY Islanders e Calgary) | Val-d'Or Foreurs (QMJHL)            |

### Quarto giro
| #   | Giocatore                | Nazionalità | Squadra NHL                                     | Squadra di provenienza      |
| --- | ------------------------ | ----------- | ----------------------------------------------- | --------------------------- |
| 81  | Karol Bartanus (AD)      | Slovacchia  | Boston Bruins                                   | D.ville Voltigeurs (QMJHL)  |
| 82  | Adam Colagiacomo (AD)    | Canada      | San Jose Sharks (da San Jose via NY Rangers)    | Oshawa Generals (OHL)       |
| 83  | Joe Corvo (D)            | Stati Uniti | Los Angeles Kings                               | W. Michigan Broncos (CCHA)  |
| 84  | Adam Mair (C)            | Svezia      | Toronto Maple Leafs                             | Owen Sound Attack (OHL)     |
| 85  | Petr Míka (AD)           | Rep. Ceca   | Washington Capitals (da Dallas via Los Angeles) | Slavia Praga (Extraliga)    |
| 86  | Didier Tremblay (D)      | Canada      | St. Louis Blues (da Calgary)                    | Halifax Mooseheads (QMJHL)  |
| 87  | Brad Larsen (AS)         | Canada      | Colorado Avalanche (da Tampa Bay)               | Swift Current Broncos (WHL) |
| 88  | Shane Willis (AD)        | Canada      | Carolina Hurricanes                             | Lethbridge Hurricanes (WHL) |
| 89  | Curtis Cruickshank (P)   | Canada      | Washington Capitals                             | Kingston Frontenacs (OHL)   |
| 90  | Chris Stanley (C)        | Canada      | Vancouver Canucks                               | Belleville Bulls (OHL)      |
| 91  | Daniel Tetrault (D)      | Canada      | Montreal Canadiens                              | Brandon Wheat Kings (WHL)   |
| 92  | Chris St. Croix (D)      | Stati Uniti | Calgary Flames (da Ottawa)                      | Kamloops Blazers (WHL)      |
| 93  | Tomi Källarsson (D)      | Finlandia   | New York Rangers (da Chicago via San Jose)      | HPK (SM-liiga)              |
| 94  | Jonas Elofsson (D)       | Svezia      | Edmonton Oilers                                 | Färjestad (Elitserien)      |
| 95  | Ivan Novosel'cev (AD)    | Russia      | Florida Panthers (da St. Louis)                 | Kryl'ja Sovetov (RSL)       |
| 96  | Scott McCallum (D)       | Canada      | Phoenix Coyotes                                 | Tri-City Americans (WHL)    |
| 97  | Alexander Mathieu (C)    | Canada      | Pittsburgh Penguins                             | Halifax Mooseheads (QMJHL)  |
| 98  | Jan Horacek (D)          | Rep. Ceca   | St. Louis Blues (da Anaheim via Colorado)       | Slavia Praga (Extraliga)    |
| 99  | Sean Blanchard (D)       | Canada      | Los Angeles Kings (da NY Rangers)               | Ottawa 67's (OHL)           |
| 100 | Ryan Ready (AS)          | Canada      | Calgary Flames (da Florida)                     | Belleville Bulls (OHL)      |
| 101 | Luc Theoret (D)          | Canada      | Buffalo Sabres                                  | Lethbridge Hurricanes (WHL) |
| 102 | Quintin Laing (AS)       | Canada      | Detroit Red Wings                               | Kelowna Rockets (WHL)       |
| 103 | Michail Černov (D)       | Russia      | Philadelphia Flyers                             | Torpedo Jaroslavl' (RSL)    |
| 104 | Lucas Nehrling (D)       | Canada      | New Jersey Devils                               | Sarnia Sting (OHL)          |
| 105 | Marc Kristoffersson (AS) | Svezia      | Dallas Stars                                    | Mora (Elitserien)           |
| 106 | Jame Pollock (D)         | Canada      | St. Louis Blues (da Colorado)                   | Seattle Thunderbirds (WHL)  |

### Quinto giro
| #   | Giocatore              | Nazionalità | Squadra NHL                           | Squadra di provenienza              |
| --- | ---------------------- | ----------- | ------------------------------------- | ----------------------------------- |
| 107 | Adam Spylo (AD)        | Canada      | San Jose Sharks (da Boston)           | Erie Otters (OHL)                   |
| 108 | Mark Thompson (D)      | Canada      | Tampa Bay Lightning (da San Jose)     | Regina Pats (WHL)                   |
| 109 | Jan Sulc (C)           | Rep. Ceca   | Tampa Bay Lightning (da Los Angeles)  | Litvínov (Extraliga)                |
| 110 | Ben Simon (AS)         | Stati Uniti | Chicago Blackhawks                    | Notre Dame Fighting Irish (CCHA)    |
| 111 | František Mrázek (C)   | Rep. Ceca   | Toronto Maple Leafs                   | České Budějovice (Extraliga)        |
| 112 | Karel Bětík (D)        | Rep. Ceca   | Tampa Bay Lightning (da NY Islanders) | Kelowna Rockets (WHL)               |
| 113 | Martin Moïse (AS)      | Canada      | Calgary Flames                        | Beauport Harfangs (QMJHL)           |
| 114 | David Darguzas (AS)    | Canada      | Vancouver Canucks (da Tampa Bay)      | Kootenay Ice (WHL)                  |
| 115 | Adam Edinger (C)       | Stati Uniti | New York Islanders (da Carolina)      | Bowling Green Falcons (CCHA)        |
| 116 | Kevin Caulfield (AD)   | Stati Uniti | Washington Capitals                   | Boston College Eagles (Hockey East) |
| 117 | Matt Cockell (P)       | Canada      | Vancouver Canucks                     | Saskatoon Blades (WHL)              |
| 118 | Konstantin Sidulov (D) | Russia      | Montreal Canadiens                    | Mečel Čeljabinsk (RSL)              |
| 119 | Magnus Arvedson (AS)   | Svezia      | Ottawa Senators                       | Färjestad (Elitserien)              |
| 120 | Pete Gardiner (AD)     | Canada      | Chicago Blackhawks                    | RPI Engineers (ECAC)                |
| 121 | Jason Chimera (AS)     | Canada      | Edmonton Oilers                       | Medicine Hat Tigers (WHL)           |
| 122 | Hennadij Razin (D)     | Ucraina     | Montreal Canadiens (da St. Louis)     | Kamloops Blazers (WHL)              |
| 123 | Curtis Suter (D)       | Canada      | Phoenix Coyotes                       | Spokane Chiefs (WHL)                |
| 124 | Harlan Pratt (D)       | Canada      | Pittsburgh Penguins                   | Prince Albert Raiders (WHL)         |
| 125 | Luc Vaillancourt (P)   | Canada      | Mighty Ducks of Anaheim               | Beauport Harfangs (QMJHL)           |
| 126 | Jason McLean (P)       | Canada      | New York Rangers                      | Moose Jaw Warriors (WHL)            |
| 127 | Pat Parthenais (D)     | Stati Uniti | Florida Panthers                      | Plymouth Whalers (OHL)              |
| 128 | Torrey DiRoberto (C)   | Stati Uniti | Buffalo Sabres                        | Seattle Thunderbirds (WHL)          |
| 129 | John Wikström (D)      | Svezia      | Detroit Red Wings                     | Luleå (Elitserien)                  |
| 130 | Kyle Calder (AS)       | Canada      | Chicago Blackhawks (da Philadelphia)  | Regina Pats (WHL)                   |
| 131 | Jiří Bicek (AD)        | Slovacchia  | New Jersey Devils                     | Košice (Extraliga)                  |
| 132 | Teemu Elomo (AS)       | Finlandia   | Dallas Stars                          | TPS (SM-liiga)                      |
| 133 | Aaron Miskovich (C)    | Stati Uniti | Colorado Avalanche                    | Green Bay Gamblers (USHL)           |
| 134 | Johan Lindbom (AS)     | Svezia      | New York Rangers                      | HV71 (Elitserien)                   |

### Sesto giro
| #   | Giocatore              | Nazionalità | Squadra NHL                                  | Squadra di provenienza       |
| --- | ---------------------- | ----------- | -------------------------------------------- | ---------------------------- |
| 135 | Denis Timofeev (D)     | Russia      | Boston Bruins                                | CSKA Mosca (RSL)             |
| 136 | Mike York (AS)         | Stati Uniti | New York Rangers (da San Jose)               | Michigan St. Spartans (CCHA) |
| 137 | Richard Seeley (D)     | Canada      | Los Angeles Kings                            | Prince Albert Raiders (WHL)  |
| 138 | Eric Gooldy (AS)       | Stati Uniti | Toronto Maple Leafs                          | Plymouth Whalers (OHL)       |
| 139 | Bobby Leavins (AS)     | Canada      | New York Islanders                           | Brandon Wheat Kings (WHL)    |
| 140 | Il'ja Demidov (D)      | Russia      | Calgary Flames (da Calgary via NY Islanders) | Dinamo Mosca (RSL)           |
| 141 | Peter Sarno (C)        | Canada      | Edmonton Oilers (da Tampa Bay)               | Windsor Spitfires (OHL)      |
| 142 | Kyle Dafoe (D)         | Canada      | Carolina Hurricanes                          | Owen Sound Attack (OHL)      |
| 143 | Henrik Petré (D)       | Svezia      | Washington Capitals                          | Djurgården (Elitserien)      |
| 144 | Matt Cooke (AS)        | Canada      | Vancouver Canucks                            | Windsor Spitfires (OHL)      |
| 145 | Jonathan Desroches (D) | Canada      | Montreal Canadiens                           | Granby Prédateurs (QMJHL)    |
| 146 | Jeff Sullivan (D)      | Canada      | Ottawa Senators                              | Halifax Mooseheads (QMJHL)   |
| 147 | Heath Gordon (AS)      | Stati Uniti | Chicago Blackhawks                           | Green Bay Gamblers (USHL)    |
| 148 | Larry Shapley (D)      | Canada      | Vancouver Canucks (da Edmonton)              | Welland Jr. Canadians (GHL)  |
| 149 | Nicholas Bilotto (D)   | Canada      | St. Louis Blues                              | Beauport Harfangs (QMJHL)    |
| 150 | Jeff Katcher (D)       | Canada      | Los Angeles Kings                            | Brandon Wheat Kings (WHL)    |
| 151 | Robert Francz (AS)     | Germania    | Phoenix Coyotes                              | Peterborough Petes (OHL)     |
| 152 | Petr Havelka (AS)      | Rep. Ceca   | Pittsburgh Penguins                          | Sparta Praga (Extraliga)     |
| 153 | Andrej Skopincev (D)   | Russia      | Tampa Bay Lightning (da Anaheim)             | TPS (SM-liiga)               |
| 154 | Shawn Degagné (P)      | Canada      | New York Rangers                             | Kitchener Rangers (OHL)      |
| 155 | Keith Delaney (C)      | Canada      | Florida Panthers                             | Barrie Colts (OHL)           |
| 156 | Brian Campbell (D)     | Canada      | Buffalo Sabres                               | Ottawa 67's (OHL)            |
| 157 | B. J. Young (AD)       | Stati Uniti | Detroit Red Wings                            | Red Deer Rebels (WHL)        |
| 158 | Jordon Flodell (D)     | Canada      | Philadelphia Flyers                          | Moose Jaw Warriors (WHL)     |
| 159 | Sascha Goc (D)         | Germania    | New Jersey Devils                            | SERC Wild Wings (DEL)        |
| 160 | Aleksej Timkin (AS)    | Russia      | Dallas Stars                                 | Torpedo Jaroslavl' (RSL)     |
| 161 | David Äbischer (P)     | Svizzera    | Colorado Avalanche                           | Friburgo-Gottéron (LNA)      |

### Settimo giro
| #   | Giocatore              | Nazionalità | Squadra NHL                                           | Squadra di provenienza              |
| --- | ---------------------- | ----------- | ----------------------------------------------------- | ----------------------------------- |
| 162 | Joel Trottier (AD)     | Canada      | Boston Bruins                                         | Ottawa 67's (OHL)                   |
| 163 | Joe Dusbabek (AD)      | Stati Uniti | San Jose Sharks                                       | Notre Dame Fighting Irish (CCHA)    |
| 164 | Todd Fedoruk (AS)      | Canada      | Philadelphia Flyers (da Los Angeles)                  | Kelowna Rockets (WHL)               |
| 165 | Hugo Marchand (D)      | Canada      | Toronto Maple Leafs                                   | Victoriaville Tigres (QMJHL)        |
| 166 | Kris Knoblauch (AS)    | Canada      | New York Islanders                                    | Kootenay Ice (WHL)                  |
| 167 | Jeremy Rondeau (AS)    | Canada      | Calgary Flames                                        | Swift Current Broncos (WHL)         |
| 168 | Justin Jack (AD)       | Canada      | Tampa Bay Lightning                                   | Kelowna Rockets (WHL)               |
| 169 | Andrew Merrick (C)     | Stati Uniti | Carolina Hurricanes (da Carolina via Philadelphia)    | Michigan Wolverines (CCHA)          |
| 170 | Eero Somervuori (AD)   | Finlandia   | Tampa Bay Lightning (da Washington)                   | Jokerit (SM-liiga)                  |
| 171 | Rod Leroux (D)         | Canada      | Vancouver Canucks                                     | Seattle Thunderbirds (WHL)          |
| 172 | Ben Guité (C)          | Canada      | Montreal Canadiens                                    | Maine Black Bears (Hockey East)     |
| 173 | Robin Bacul (AD)       | Rep. Ceca   | Ottawa Senators                                       | Slavia Praga (Extraliga)            |
| 174 | Jared Smith (D)        | Canada      | Chicago Blackhawks                                    | Portland Winterhawks (WHL)          |
| 175 | Johan Holmqvist (P)    | Svezia      | New York Rangers                                      | Brynäs (Elitserien)                 |
| 176 | Kevin Bolibruck (D)    | Canada      | Edmonton Oilers                                       | Peterborough Petes (OHL)            |
| 177 | Ladislav Nagy (AS)     | Slovacchia  | St. Louis Blues                                       | Košice (Extraliga)                  |
| 178 | Tony Mohagen (AS)      | Canada      | Mighty Ducks of Anaheim (da Phoenix via Philadelphia) | Seattle Thunderbirds (WHL)          |
| 179 | Mark Moore (D)         | Canada      | Pittsburgh Penguins                                   | Harvard Crimson (ECAC)              |
| 180 | Jim Baxter (D)         | Canada      | Boston Bruins                                         | Oshawa Generals (OHL)               |
| 181 | Mat Snesrud (D)        | Stati Uniti | Mighty Ducks of Anaheim                               | North Iowa Huskies (USHL)           |
| 182 | Mike Mottau (D)        | Stati Uniti | New York Rangers                                      | Boston College Eagles (Hockey East) |
| 183 | Tyler Palmer (D)       | Canada      | Florida Panthers                                      | Lake Superior S. Lakers (CCHA)      |
| 184 | Jeremy Adduono (AD)    | Canada      | Buffalo Sabres                                        | Sudbury Wolves (OHL)                |
| 185 | Samuel St. Pierre (AD) | Canada      | Tampa Bay Lightning                                   | Victoriaville Tigres (QMJHL)        |
| 186 | Mike Laceby (C)        | Canada      | Detroit Red Wings                                     | Kingston Frontenacs (OHL)           |
| 187 | Chad Hinz (C)          | Canada      | Edmonton Oilers (da Philadelphia)                     | Moose Jaw Warriors (WHL)            |
| 188 | Mathieu Benoit (AS)    | Canada      | New Jersey Devils                                     | Chic. Saguenéens (QMJHL)            |
| 189 | Jeff McKercher (D)     | Canada      | Dallas Stars                                          | Barrie Colts (OHL)                  |
| 190 | Shawn Thornton (AS)    | Canada      | Toronto Maple Leafs (da Colorado)                     | Peterborough Petes (OHL)            |

### Ottavo giro
| #   | Giocatore                | Nazionalità | Squadra NHL                     | Squadra di provenienza                       |
| --- | ------------------------ | ----------- | ------------------------------- | -------------------------------------------- |
| 191 | Antti Laaksonen (AS)     | Finlandia   | Boston Bruins                   | Denver Pioneers (WCHA)                       |
| 192 | Cam Severson (AS)        | Canada      | San Jose Sharks                 | Prince Albert Raiders (WHL)                  |
| 193 | Jay Kopischke (AS)       | Stati Uniti | Los Angeles Kings               | North Iowa Huskies (USHL)                    |
| 194 | Russ Bartlett (C)        | Stati Uniti | Dallas Stars                    | Phillips Exeter Academy (USHS-New Hampshire) |
| 195 | Niklas Nordgren (AS)     | Svezia      | Carolina Hurricanes             | MODO (Elitserien)                            |
| 196 | Jeremy Symington (P)     | Canada      | New York Islanders              | Petrolia Jets (WOHL)                         |
| 197 | Petr Kuboš (D)           | Rep. Ceca   | Montreal Canadiens (da Calgary) | VHK Vsetín (Extraliga)                       |
| 198 | Shawn Skolney (D)        | Canada      | Tampa Bay Lightning             | Seattle Thunderbirds (WHL)                   |
| 199 | Randy Fitzgerald (AS)    | Canada      | Carolina Hurricanes             | Plymouth Whalers (OHL)                       |
| 200 | Pierre-Luc Therrien (P)  | Canada      | Washington Capitals             | D.ville Voltigeurs (QMJHL)                   |
| 201 | Denis Martynjuk (AS)     | Russia      | Vancouver Canucks               | CSKA Mosca (RSL)                             |
| 202 | Andrej Sidjakin (AD)     | Russia      | Montreal Canadiens              | Salavat Julaev (RSL)                         |
| 203 | Nick Gillis (AD)         | Stati Uniti | Ottawa Senators                 | Cushing Academy (USHS-Massachusetts)         |
| 204 | Sergej Šichanov (AD)     | Russia      | Toronto Maple Leafs             | Lada Togliatti (RSL)                         |
| 205 | Chris Kerr (D)           | Canada      | Edmonton Oilers                 | Sudbury Wolves (OHL)                         |
| 206 | Bob Haglund (AS)         | Stati Uniti | St. Louis Blues                 | Des Moines Buccaneers (USHL)                 |
| 207 | Aleksandrs Andrejevs (D) | Lettonia    | Phoenix Coyotes                 | Weyburn Red Wings (SJHL)                     |
| 208 | Andrew Ference (D)       | Canada      | Pittsburgh Penguins             | Portland Winterhawks (WHL)                   |
| 209 | René Stüssi (C)          | Svizzera    | Mighty Ducks of Anaheim         | Thurgau (LNB)                                |
| 210 | Andrew Proskurnicki (AS) | Canada      | New York Rangers                | Sarnia Sting (OHL)                           |
| 211 | Doug Schueller (D)       | Stati Uniti | Florida Panthers                | Twin Cities Vulcans (USHL)                   |
| 212 | Kamil Piroš (AD)         | Rep. Ceca   | Buffalo Sabres                  | Litvínov (Extraliga)                         |
| 213 | Steve Wilejto (C)        | Canada      | Detroit Red Wings               | Prince Albert Raiders (WHL)                  |
| 214 | Marko Kauppinen (D)      | Finlandia   | Philadelphia Flyers             | JYP (SM-liiga)                               |
| 215 | Scott Clemmensen (P)     | Stati Uniti | New Jersey Devils               | Des Moines Buccaneers (USHL)                 |
| 216 | Aleksej Komarov (D)      | Russia      | Dallas Stars                    | Torpedo Jaroslavl' (RSL)                     |
| 217 | Doug Schmidt (D)         | Stati Uniti | Colorado Avalanche              | Waterloo Black Hawks (USHL)                  |

### Nono giro
| #   | Giocatore              | Nazionalità | Squadra NHL                    | Squadra di provenienza                   |
| --- | ---------------------- | ----------- | ------------------------------ | ---------------------------------------- |
| 218 | Eric Van Acker (D)     | Canada      | Boston Bruins                  | Chic. Saguenéens (QMJHL)                 |
| 219 | Mark Smith (AS)        | Canada      | San Jose Sharks                | Lethbridge Hurricanes (WHL)              |
| 220 | Konrad Brand (D)       | Canada      | Los Angeles Kings              | Medicine Hat Tigers (WHL)                |
| 221 | Jonathan Hedström (AD) | Svezia      | Toronto Maple Leafs            | Skellefteå AIK (Elitserien)              |
| 222 | Ryan Clark (D)         | Stati Uniti | New York Islanders             | Lincoln Stars (USHL)                     |
| 223 | Dustin Paul (AD)       | Canada      | Calgary Flames                 | Moose Jaw Warriors (WHL)                 |
| 224 | Paul Comrie (C)        | Canada      | Tampa Bay Lightning            | Denver Pioneers (WCHA)                   |
| 225 | Kent McDonell (AD)     | Canada      | Carolina Hurricanes            | Guelph Storm (OHL)                       |
| 226 | Matt Oikawa (AD)       | Canada      | Washington Capitals            | St. Lawrence Saints (ECAC)               |
| 227 | Peter Brady (P)        | Canada      | Vancouver Canucks              | Powell River Kings (BCHL)                |
| 228 | Jarl Espen Ygranes (D) | Norvegia    | Montreal Canadiens             | Furuset (GET-ligaen)                     |
| 229 | Karel Rachůnek (D)     | Rep. Ceca   | Ottawa Senators                | PSG Zlín (Extraliga)                     |
| 230 | Chris Feil (D)         | Stati Uniti | Chicago Blackhawks             | Ohio State Buckeyes (CCHA)               |
| 231 | Aleksandr Fomitčev (P) | Russia      | Edmonton Oilers                | St. Albert Saints (AJHL)                 |
| 232 | Dmitrij Plechanov (D)  | Russia      | St. Louis Blues                | Neftechimik (RSL)                        |
| 233 | Wyatt Smith (C)        | Stati Uniti | Phoenix Coyotes                | Minnesota Gophers (WCHA)                 |
| 234 | Eric Lind (D)          | Stati Uniti | Pittsburgh Penguins            | Avon Old Farms School (USHS-Connecticut) |
| 235 | Tommi Degerman (C)     | Finlandia   | Mighty Ducks of Anaheim        | Boston U. Terriers (ECAC)                |
| 236 | Richard Miller (D)     | Stati Uniti | New York Rangers               | Providence Friars (Hockey East)          |
| 237 | Benoît Coté (C)        | Canada      | Florida Panthers               | Shawinigan Cataractes (QMJHL)            |
| 238 | Dylan Kemp (D)         | Canada      | Buffalo Sabres                 | Lethbridge Hurricanes (WHL)              |
| 239 | Greg Willers (D)       | Canada      | Detroit Red Wings              | Kingston Frontenacs (OHL)                |
| 240 | Pär Styf (D)           | Svezia      | Philadelphia Flyers            | MODO (Elitserien)                        |
| 241 | Jan Srdínko (D)        | Rep. Ceca   | New Jersey Devils              | VHK Vsetín (Extraliga)                   |
| 242 | Brett McLean (C)       | Canada      | Dallas Stars                   | Kelowna Rockets (WHL)                    |
| 243 | Kyle Kidney (AS)       | Stati Uniti | Colorado Avalanche             | Salisbury School (USHS-Connecticut)      |
| 244 | Marek Ivan (AS)        | Rep. Ceca   | St. Louis Blues                | Lethbridge Hurricanes (WHL)              |
| 245 | Steve Lafleur (C)      | Canada      | Colorado Avalanche (da Boston) | Belleville Bulls (OHL)                   |
| 246 | Jay Henderson (AS)     | Canada      | Boston Bruins (da Colorado)    | Kootenay Ice (WHL)                       |

## Selezioni classificate per nazionalità
| Pos. | Paese        | Selezioni |
|      | Nord America | 168       |
| ---- | ------------ | --------- |
| 1    | Canada       | 129       |
| 2    | Stati Uniti  | 39        |
|      | Europa       | 78        |
| 3    | Russia       | 19        |
| 4    | Rep. Ceca    | 16        |
| 5    | Svezia       | 15        |
| 6    | Finlandia    | 12        |
| 7    | Slovacchia   | 6         |
| 8    | Svizzera     | 3         |
| 9    | Germania     | 2         |
| 10   | Austria      | 1         |
| 10   | Bielorussia  | 1         |
| 10   | Lettonia     | 1         |
| 10   | Norvegia     | 1         |
| 10   | Ucraina      | 1         |